# Aufnahme (Geologie)

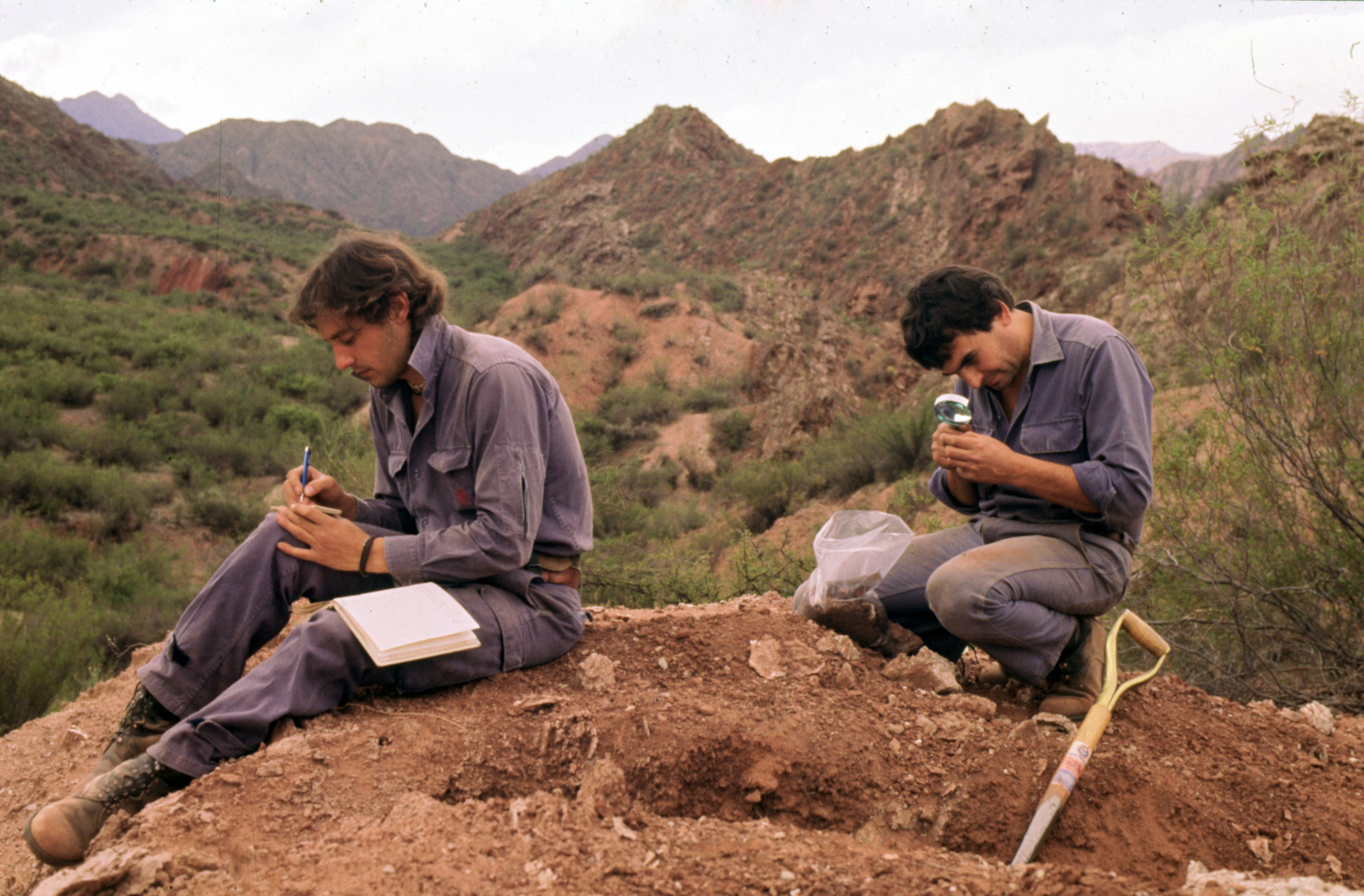
Geologen der staatlichen Erdölgesellschaft Argentiniens bei der Geländearbeit (1991)

Die geologische Aufnahme ist die Erfassung und Dokumentation der geologischen Verhältnisse (unter anderem die Art und Lagerung der Gesteine) an einem bestimmten Ort oder in einer bestimmten Region der Erde. Die Aufnahme erfolgt in aller Regel in natürlichen oder künstlichen Aufschlüssen im Gelände, teils auch anhand von Bohrkernen oder Bohrlochmessungen. Zur Aufzeichnung dient dem aufnehmenden Geologen klassischerweise ein Feldbuch, meist kombiniert mit einem Fotoapparat, mittlerweile aber auch moderne Technik wie Diktiergeräte oder Smartphones. Typische Gerätschaften für die Messung quantitativer Geländedaten sind Maßband oder Zollstock sowie ein Geologenkompass. Qualitative Gesteinsmerkmale werden vor Ort sensorisch ermittelt, nicht selten mithilfe einer Lupe. Die dafür dem anstehenden Gesteinskörper – z. B. mithilfe eines Geologenhammers – entnommenen oder im Talus aufgesammelten Proben können mitgenommen und gegebenenfalls nachträglich im Labor mithilfe moderner Analysetechnik (Spektrometrie, Diffraktometrie) oder in Form von Dünnschliffen unter dem Polarisationsmikroskop eingehender untersucht und bestimmt werden.
Die Aufnahme kann kurzzeitig-punktuell sein und beispielsweise die Erfassung der Schichtabfolge von Sedimentgesteinen in einem einzelnen größeren Aufschluss (eine sogenannte Profilaufnahme) oder einem einzelnen Bohrkern (Bohrkernaufnahme) beinhalten. Sie kann aber auch über einen längeren Zeitraum (mehrere Wochen bis viele Jahre) durch zahlreiche systematische über ein größeres Gebiet (bis mehrere zehntausend Quadratkilometer) verteilte punktuelle Aufnahmen erfolgen. Lokale Aufnahmen können zum Beispiel als Grundlage für Baugrundgutachten oder eine paläontologische Grabung dienen. Räumlich ausgedehntere Aufnahmen dienen meist der geologischen Kartierung der entsprechenden Gegend, die wiederum z. B. Grundlage für Erkundungen auf Bodenschätze sein kann.